# NGC 6219
NGC 6219 (другие обозначения — MCG 2-43-1, ZWG 81.4, PGC 58944) — линзообразная галактика (S0) в созвездии Геркулес.
Этот объект входит в число перечисленных в оригинальной редакции «Нового общего каталога».